# 남양중학교 (경남)
남양중학교(南陽中學校)는 대한민국 경상남도 사천시 송포동에 있는 사립 중학교이다.

## 학교 연혁
- 1953년 3월 23일 : 재단법인 남양학회 설립인가
- 1953년 5월 15일 : 남양중학교 개교 (3학급)
- 1954년 3월 5일 : 제1회 졸업식 거행 (졸업생 23명)
- 1964년 3월 28일 : 조직변경 인가 (재단법인을 학교법인으로 변경)
- 2001년 3월 1일 : 학급 감축 (6학급)
- 2021년 9월 1일 : 박형춘 이사장 취임
- 2021년 9월 1일 : 강원순 교장 취임
- 2022년 12월 30일 : 제70회 졸업식(41명) 졸업생 총계 7,330명

## 참고 자료
- 남양중학교 - 한국교육학술정보원 학교알리미